# Stasys Šačkus
Stasys Šačkus, né le 9 septembre 1907, à Marijampolė, dans l'Empire russe et mort le 9 novembre 1985, est un ancien joueur de basket-ball lituanien.

## Palmarès
- Champion d'Europe de basket-ball en 1937